# Peter Krieger
Peter Krieger (30 novembre 1929 – 14 settembre 1981) è stato un calciatore tedesco, di ruolo attaccante.

## Carriera

### Club
Con la maglia dello Stoccarda vinse il campionato tedesco nel 1950 e nel 1952. Giocò in seguito con il 1. Fußball-Club Saarbrücken 156 partite segnando 40 gol.

### Nazionale
Con la nazionale della Saar collezionò quattro presenze ed una rete.

## Palmarès

### Club

#### Competizioni nazionali
- Campionato tedesco: 2

Stoccarda: 1949-1950, 1951-1952
- Coppa di Germania: 1

Stoccarda: 1953-1954